# Риванди, Амирхоссейн
Амирхоссейн Риванди (перс. امیرحسین ریوندی‎; род. 8 марта 2004, Тегеран) — иранский футболист, защитник ЦСКА, выступающий на правах аренды за хорватский клуб «Ярун».

## Клубная карьера
Воспитанник академии тегеранского клуба КИА. 22 февраля 2024 подписал контракт на полугодичную аренду (с правом выкупа) из КИА в ЦСКА. 15 мая 2024 дебютировал в основном составе ЦСКА в финале Пути РПЛ Кубка России против Зенита, выйдя на замену получившему травму Милану Гайичу. 20 мая дебютировал за ЦСКА в РПЛ, выйдя на замену в конце матча с «Пари НН» (2:6). В конце июля ЦСКА выкупил трансфер игрока, иранец подписал контракт до лета 2026 года. 
30 июля 2024 года на правах полугодичного арендного соглашения перешёл в «Бухару». 15 августа 2024 года в матче Про Лиги против клуба «Коканд 1912» (0:1) дебютировал за новый клуб, выйдя в стартовом составе. Всего за «Бухару» Риванди провёл 9 матчей. Зимой по завершении арендного соглашения иранец вернулся в расположение ЦСКА.
21 февраля 2025 года Риванди на правах аренды перешёл в хорватский «Ярун» до конца сезона 2024/25.

## Статистика
| Выступление      | Выступление      | Выступление      | Лига | Лига | Кубки | Кубки | Итого | Итого |
| Клуб             | Лига             | Сезон            | Игры | Голы | Игры  | Голы  | Игры  | Голы  |
| ---------------- | ---------------- | ---------------- | ---- | ---- | ----- | ----- | ----- | ----- |
| КИА              | Лига 2           | 2023/24          | 7    | 0    | 2     | 0     | 9     | 0     |
| КИА              | Итого            | Итого            | 7    | 0    | 2     | 0     | 9     | 0     |
| ЦСКА             | Премьер-лига     | → 2023/24        | 1    | 0    | 1     | 0     | 2     | 0     |
| ЦСКА             | Премьер-лига     | 2024/25          | 0    | 0    | 0     | 0     | 0     | 0     |
| ЦСКА             | Итого            | Итого            | 1    | 0    | 1     | 0     | 2     | 0     |
| → Бухара         | Про-лига         | 2024             | 9    | 0    | —     | —     | 9     | 0     |
| → Бухара         | Итого            | Итого            | 9    | 0    | —     | —     | 9     | 0     |
| → Ярун           | Первая лига      | 2024/25          | 9    | 0    | —     | —     | 9     | 0     |
| → Ярун           | Итого            | Итого            | 9    | 0    | —     | —     | 9     | 0     |
| Всего за карьеру | Всего за карьеру | Всего за карьеру | 17   | 0    | 3     | 0     | 20    | 0     |

1. ↑  Кубок Ирана; Кубок России